# Lüdersfeld
Lüdersfeld ist eine Gemeinde im Landkreis Schaumburg in Niedersachsen und Mitglied in der Samtgemeinde Lindhorst.

## Geografie
Lüdersfeld liegt rund 40 km westlich von Hannover und ist über die Bundesautobahn 2 an der Anschlussstelle Bad Nenndorf weiter über die Bundesstraße 65 in Richtung Stadthagen zu erreichen.
Im Norden reicht das Gemeindegebiet bis an den Mittellandkanal, im Süden über die B 65 hinaus bis fast an die Bückeberge.
Diese sind im Uhrzeigersinn die Stadt Sachsenhagen, die Gemeinden Lindhorst und Heuerßen, die Stadt Stadthagen sowie die Gemeinde Lauenhagen.
Ortsteile sind Lüdersfeld mit Niedernholz und Vornhagen mit Vornhagen Siedlung. Obernhagen und Niedernhagen sind lediglich Straßenbezeichnungen. Vornhagen hat die abweichende Telefonvorwahl 05721.

## Geschichte
- Lüdersfelds erste urkundliche Erwähnung datiert von 1217.[2] In „Die Territorien in Bezug auf ihre Bildung und ihre Entwicklung“ von Georg Landau (1854) heißt es in einer Fußnote auf Seite 27:[3]

Eine Urkunde von 1241 nennt uns dort als indagines Heidorn, Nordseel, Lauenhagen, Schmalenhagen, Osterwald, Oldenhagen, Lüdersfeld und Wienbrücke (Leibnit. Sct. R. Brunsv. II. 184). Ausserdem (sic!) gehören auch noch Pollhagen, Hülshagen, Probsthagen, Krebshagen u. s. w. hierher.
Von 1269 bis 1602 waren die von Münchhausen Grundherren in Nordsehl und Lüdersfeld.
Am 1. März 1937 wurde die Freiwillige Feuerwehr Lüdersfeld gegründet.
- Niedernholz ist erst um 1600 als Nebendorf von Lüdersfeld entstanden und kam 1648 bei der Teilung der Grafschaft Schaumburg zum lippischen Teil. 1871 bildete der Ort mit Nienbrügge eine Landgemeinde. Am 1. April 1956 erfolgte die Eingliederung in die Gemeinde Lüdersfeld.

- Vornhagen hat schon 1195 bestanden und gilt als eine von Probsthagen aus angelegte Hagenkolonie. Bis 1871 gehörte der Ort zum Amt Stadthagen und bildete dann eine eigene Landgemeinde. Am 1. Januar 1970 trat die Gemeinde freiwillig der damaligen Samtgemeinde Lindhorst bei. Am 1. März 1974 wurde Vornhagen nach Lüdersfeld eingemeindet.[5] Letzter Gemeindebürgermeister war von 1968 bis 1974 Friedrich Hecht.

Die Gründung der Freiwilligen Feuerwehr Vornhagen erfolgte 1951 mit damals 27 Mitgliedern.
Am 10. April 1952 verlautete: „in Lüdersfeld ist man auf Kohle gekommen“. 1954 kam die endgültige Schachtförderung in Betrieb, nach anfänglichen Schwierigkeiten durch Gas- und Wassereinbrüche, was 1953 zwei Bergleuten das Leben gekostet hatte. Im Jahre 1956 wurde eine unterirdische Verbindungsbahn gebaut, die den Schacht in Lüdersfeld mit dem Schacht Beckedorf und darüber hinaus mit dem Georgschacht in Stadthagen verband. Zusätzlich wurde die Schachtanlage Lüdersfeld über eine Verbindungsstrecke mit der Eisenbahnstrecke Hannover-Minden verbunden. Eine weitere Verbindung entstand durch den Bau einer Seilbahn zu der ebenfalls in den 1950er Jahren entstandenen Zeche Auhagen.
Im Jahre 1960 endete auf Grund der Beschlüsse der Montanunion der Bergbau in Lüdersfeld, Beckedorf, Auhagen sowie im Georgschacht Stadthagen, obwohl die Zechen Lüdersfeld und Auhagen zu diesem Zeitpunkt zu den modernsten Schachtanlagen in Europa gehörten. In der Folgezeit wurden der Schacht Lüdersfeld verfüllt und die Gebäude einer anderen gewerblichen Nutzung zugeführt. Der zur Zeche gehörende ehemalige Kühlturm steht unter Denkmalschutz.

## Religion
Die Einwohner von Lüdersfeld sind zu 55 % evangelisch und zu 5 % katholisch.
Alle Orte des Gemeindegebietes gehören zum Kirchspiel der evangelisch-lutherischen Kirchengemeinde Probsthagen und damit zur Schaumburg-Lippischen Landeskirche. Die Lutheraner gehören zur Kirchengemeinde Probsthagen im Kirchenbezirk Ost der Evangelisch-Lutherischen Landeskirche Schaumburg-Lippe. In Lüdersfeld steht die aus dem 15. Jahrhundert stammende Johanneskapelle, in der aber nur unregelmäßig Gottesdienste stattfinden.
Die Katholiken sind der Pfarrei St. Joseph in Stadthagen zugeordnet, die zum Dekanat Weserbergland im Bistum Hildesheim gehört. Die nächste Kirche ist deren Filialkirche St.-Barbara-Kirche in Lindhorst.

## Politik

### Gemeinderat
Der Rat der Gemeinde Lüdersfeld setzt sich aus 11 Ratsfrauen und Ratsherren zusammen. Die Ratsmitglieder werden durch eine Kommunalwahl für jeweils fünf Jahre gewählt.
Die vergangenen Kommunalwahlen ergaben folgende Sitzverteilungen:
| Wahljahr | CDU | Grüne | SPD | Gesamt    |
| 2021     | 6   | 3     | 2   | 11 Sitze  |
| 2016     | 7   | 2     | 2   | 11 Sitze  |
| 2011     | 6   | 2     | 2*  | 10 Sitze* |

(*Die SPD konnte 2011 den dritten Sitz, den sie errungen hatte, mangels Kandidaten nicht besetzen.)

### Bürgermeister/Verwaltung
Bürgermeister war bis 2021 Wilfried Schröder (CDU). Zum Nachfolger wurde Siegfried Hirschhausen gewählt. Er nimmt auch gleichzeitig das Amt des Gemeindedirektors wahr. Die Gemeindeverwaltung befindet sich im Kindergarten, Niedernhagen 10.

### Wappen
In Blau ein silbernes Nesselblatt, belegt mit einem roten, golden bekrönten Löwen. Das Wappen wird seit 1992 von der Gemeinde geführt.

## Wirtschaft und Infrastruktur

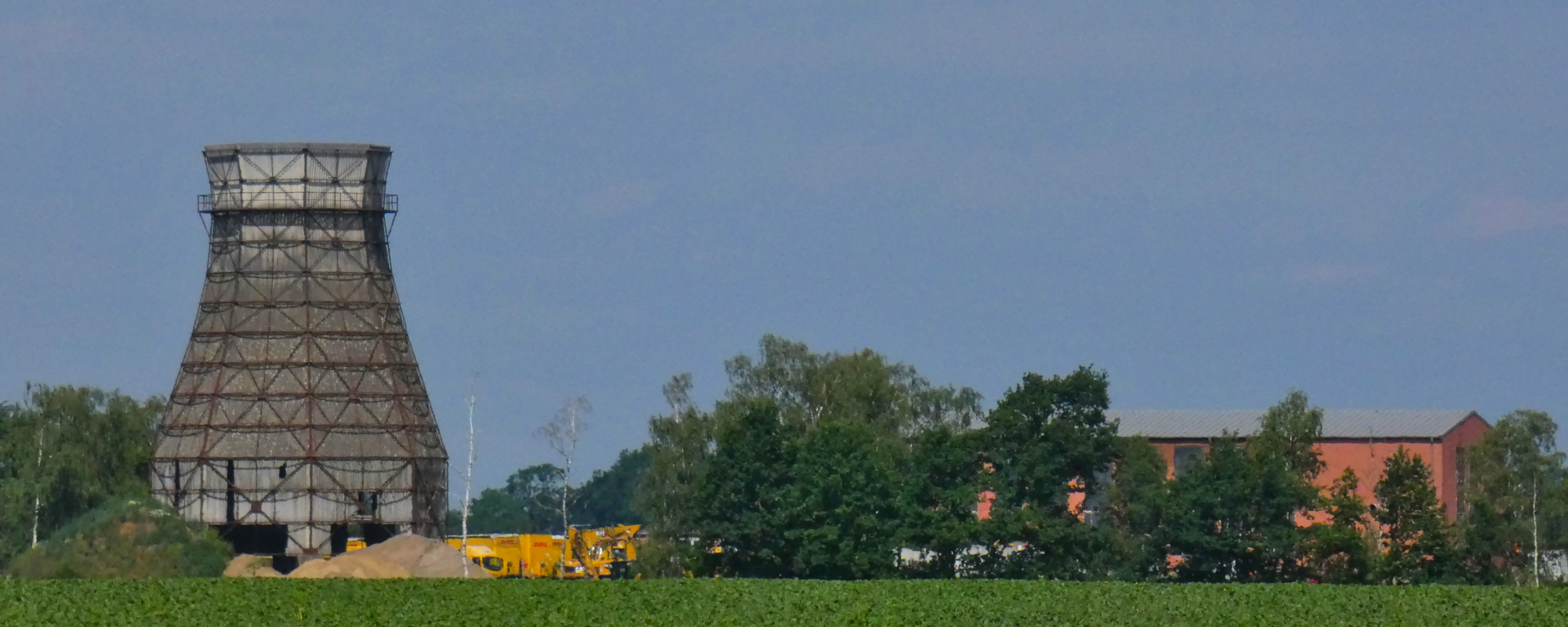
Ehemalige Schachtanlage Lüdersfeld

### Unternehmen
Es sind zwei erschlossene Gewerbegebiete vorhanden. Die Areale erstrecken sich im Ortsteil Lüdersfeld auf die alte Schachtanlage und im Ortsteil Vornhagen auf das Gebiet Allerfeld direkt an der B 65.
Ein überregional bekannter Gastronomiebetrieb mit angeschlossenem Hotelbetrieb ist in der Gemeinde ansässig.

### Öffentliche Einrichtungen
- Für Sicherheit und Ordnung ist das Polizeikommissariat in Stadthagen zuständig.
- Der Brandschutz und die allgemeine Hilfe werden durch die Freiwilligen Feuerwehren Lüdersfeld und Vornhagen gewährleistet.

### Bildung
Der Kindergarten „De soiten Racker“ nimmt die vorschulische Betreuung wahr. Die Beschulung der Grundschüler erfolgt in Lindhorst. Weiterführende Schulen sind in Lindhorst (Oberschule) sowie in Stadthagen (Gymnasien).
Unter dem Dach der AWO gibt es in Vornhagen ein Projekt „Wohngruppe für Kinder und Jugendliche“ vom 12. bis zum 21. Lebensjahr. Hier sollen Wege zum Erlernen von Selbstständigkeit und die Befähigung zum Erwachsensein aufgezeigt werden. Unter dem gleichen Dach wird das Projekt „Gärtnerei Vornhagen“ betrieben. Hier werden Jugendliche ohne Perspektive auf die Integration in den Ausbildungs- und Arbeitsmarkt vorbereitet.
Der bekannte Erziehungswissenschaftler Prof. Dr. Wolfgang Klafki hatte in Lüdersfeld nach dem Zweiten Weltkrieg als Junglehrer gearbeitet.

### Verkehr
Die Gemeinde ist gut über die Bundesstraße 65 und die Anschlussstelle Bad Nenndorf an die Bundesautobahn 2 angebunden. Die nächstgelegenen Bahnhöfe befinden sich in Stadthagen und Lindhorst an der Bahnstrecke Hannover–Minden. Verbindungen bestehen hier über Linien RE 60 bzw. RE 70 sowie über die S 1 Hannover–Minden. Der ÖPNV wird über die Schaumburger Verkehrs-GmbH und Ruhe Reisen abgewickelt.

## Kultur und Sehenswürdigkeiten

### Musik
- Ein gemischter Chor besteht in Vornhagen. Der Chor in Lüdersfeld hat sich 2013 aufgelöst.
- Überregional bekannt ist die Instrumentalgruppe Lüdersfeld e. V. Die Zusammensetzung des Orchesters besteht aus Mandolinen, Gitarren und Querflöten.

### Sport
- Turn- und Sportverein (TuS) Lüdersfeld e. V. von 1921 mit den Sparten Fußball, Tischtennis, Turnen und Gymnastik.
- Schießsport wird im Schützenverein Lüdersfeld von 1932 e. V., mit eigenem Schützenhaus, und der Kyffhäuserkameradschaft Probsthagen-Vornhagen-Habichhorst-Stadthagen betrieben.
- Angelsportverein von 1976 e. V. mit mehreren Gewässern.

### Vereine
Die De Häger Ringelschotschen gründeten sich im Jahr 2001 um die Traditionen der Schaumburgische Trachten und Tänze zu pflegen.

## Personen (Auswahl)
- Wolfgang Jüttner (* 1948), Politiker